# Хуманитарни науки
Хуманитарните науки (или хуманитаристика) са академични дисциплини, които изучават аспекти на човешкото общество и култура. През ренесанса терминът контрастира с божествеността и се отнася до това, което днес се нарича класика, основната област на светско обучение в университетите по това време. Днес хуманитарните науки по-често се определят като всякакви области на обучение извън професионалното обучение, математиката и природните и социалните науки.
Хуманитарните науки използват методи, които са предимно критични или спекулативни и имат значителен исторически елемент – за разлика от основно емпиричните подходи на естествените науки, но за разлика от науките, тя няма централна дисциплина. Хуманитарните науки включват изучаването на древни и съвременни езици, литература, философия, история, археология, антропология, социално-икономическа география, право, религия и изкуство.
Учените в хуманитарните науки са „учени по хуманитарни науки“ или хуманисти. Терминът „хуманист“ също така описва философската позиция на хуманизма, която някои „антихуманисти“ учени в хуманитарните науки отхвърлят. Учените и художниците през ренесанса са известни още като хуманисти. Някои средни училища предлагат часове по хуманитарни науки, обикновено състоящи се от литература, глобални изследвания и изкуство.
Хуманитарните дисциплини като история, фолклористика и културна антропология изучават предмети, за които манипулативният експериментален метод не се прилага – и вместо това използват основно сравнителния метод и сравнителното изследване. Други методи, използвани в хуманитарните науки, включват херменевтика и критика на източниците.

## Области

### Антропология
Антропологията е холистична „наука за хората“, наука за съвкупността от човешкото съществуване. Дисциплината се занимава със съчетаването на различни аспекти на социалните и природните науки, както и на хуманитарните науки. През двадесети век академичните дисциплини често са били институционално разделени на три широки области:
- Естествените „науки“ се стремят да изведат общи закони чрез възпроизводими и проверими експерименти.
- „Хуманитарните науки“ обикновено изучават местните традиции чрез техните история, литература, музика и изкуство, с акцент върху разбирането на конкретни индивиди, събития, или епохи.
- „Социалните науки“ обикновено се опитват да разработят научни методи за разбиране на социалните явления по общ начин, макар и обикновено с методи, различни от тези на естествените науки.

### Археология
Археологията изследва човешката дейност чрез възстановяване и анализ на материалната култура. Археологическите записи се състоят от артефакти, архитектура, биофакти или екофакти и културни ландшафти. Археологията може да се счита както за социална наука, така и за клон на хуманитарните науки. Той има различни цели, които варират от разбиране на историята на културата до възстановяване на минали начини на живот до документиране и обяснение на промените в човешките общества през времето.
В Съединените щати археологията се смята за клон на антропологията, докато в Европа тя се разглежда като самостоятелна дисциплина или групирана в други свързани дисциплини като историята.

### Езикознание
Докато научното изучаване на езика е известно като езикознание и обикновено се счита за социална наука, естествена наука или когнитивна наука, изучаването на езиците все още е централно за хуманитарните науки. Голяма част от философията на 20–ти и 21–ви век е посветена на анализа на езика и на въпроса дали, както твърди Лудвиг Витгенщайн, че много от нашите философски обърквания произтичат от речника, който използваме. Литературната теория е изследвала реторичните, асоциативните и подреждащи характеристики на езика, и историческите лингвисти са изучавали развитието на езиците през времето. Литературата, обхващаща различни употреби на езика, включително прозаични форми (като роман), поезия и драма, които също лежат в основата на съвременната учебна програма по хуманитарни науки. Програмите на ниво колеж на чужд език обикновено включват изучаване на важни произведения на литературата на този език, както и на самия език.

### История
Историята е систематично събирана информация за миналото. Когато се използва като име на област на обучение, историята се отнася до изучаването и тълкуването на записите на хора, общества, институции и всяка тема, която се е променила с течение на времето.
Традиционно изучаването на историята се счита за част от хуманитарните науки. В съвременните академични среди историята понякога се класифицира като социална наука.

### Класика
Класиката, в западната академична традиция, се отнася до изучаването на културите от класическата античност, а именно древногръцката и латинската, и древногръцката и древноримската култури. Популярността на класиката намалява през 20–ти век, въпреки това влиянието на класическите идеи върху много хуманитарни дисциплини, като философия и литература, остава силно.

### Право и политика
На обикновен език правото означава правило, което (за разлика от етичното правило) е приложимо чрез институции. Изучаването на правото преминава границите между социалните и хуманитарните науки, в зависимост от гледната точка на изследването на неговите цели и ефекти. Законът не винаги е приложим, особено в контекста на международните отношения. Дефиниран е като „система от правила“, като „интерпретативна концепция“ за постигане на справедливост, като „авторитет“ за посредничество в интересите на хората и дори като „командването на суверен , подкрепено със заплаха от санкция“. Колкото и да обича човек да мисли за правото, то е напълно централна социална институция. Правната политика включва практическото проявление на мисленето от почти всяка обществена наука и дисциплина на хуманитарните науки. Законите са политика, защото се създават от политиците. Правото е философия, защото моралните и етичните убеждения формират техните идеи. Правото разказва много от историите на историята, защото уставите, съдебната практика и кодификациите се натрупват с течение на времето. А правото е икономика, защото всяко правило относно договор, непозволено увреждане, правото на собственост, трудовото право, фирменото право и много други може да има дълготраен ефект върху това как е организирана производителността и разпределението на богатството. Съществителното право произлиза от късния староанглийски „lagu“, което означава нещо заложено или фиксирано, а прилагателното „legal“ идва от латинската дума „LEX“.

### Сценично изкуство
Сценичните изкуства се различават от изобразителните (визуалните) изкуства, доколкото първото използва собственото тяло, лицето и присъствието на художника като среда, а второто използва материали като глина, метал или боя, които могат да бъдат формовани или трансформирани, за да създават някакво произведение на изкуството. Сценичните изкуства включват акробатика, бъскер, комедия, танци, филми, илюзионно изкуство, музика, опера, жонглиране, маршируване, като духови оркестри и театър.
Артистите, които участват в тези изкуства пред публика, се наричат изпълнители, включително актьори, комици, танцьори, музиканти и певци. Сценичните изкуства също се подкрепят от работници в свързани области, като автори на песни и сценаристи. Изпълнителите често адаптират външния си вид, като например с костюми и сценичен грим и т.н. Съществува и специализирана форма на изобразително изкуство, в която художниците изпълняват произведенията си на живо пред публика. Това изкуство се нарича пърформанс. Повечето пърформанси също включват някаква форма на пластично изкуство, може би в създаването на реквизит. Танцът често е наричан пластично изкуство през епохата на модерния танц.

#### Музикология
Музикологията като академична дисциплина може да поеме по редица различни пътища, включително историческо музикознание, музикална литература, музикална етнография и теория на музиката. Бакалавърските музикални специалности обикновено вземат курсове във всички тези области, докато завършилите студенти се фокусират върху определен път. В традицията на либералните изкуства музикологията се използва също за разширяване на уменията на немузиканти чрез преподаване на умения като концентрация и слушане.

#### Театър
Театърът (на гръцки „theatron“, θέατρον) е клонът на сценичните изкуства, занимаващ се с разиграването на истории пред публика, използвайки комбинации от реч, жест, музика, танц, звук и спектакъл – всъщност всеки един или повече елементи от другите сценични изкуства. В допълнение към стандартния стил на повествователен диалог, театърът приема такива форми като опера, балет, пантомима, кабуки, класически индийски танц, китайска опера, кукерски пиеси и пантомима.

#### Танц
Танцът (от старофренски „dancier“) обикновено се отнася до човешкото движение или използвано като форма на изразяване, или представено в социална, духовна или спектакъл. Танцът се използва и за описване на методи на несловесно общуване (виж езика на тялото) между хора или животни и движение в неодушевени предмети. Хореографията е изкуството да се създават танци, а човекът, който прави това, се нарича хореограф.
Определенията за това какво представлява танцът зависят от социални, културни, естетически, художествени и морални ограничения и варират от функционални движения (като народни танци) до кодифицирани, виртуозни техники като балет.

### Философия
Философията – етимологически, „любовта към мъдростта“ – обикновено е изучаването на проблеми, свързани с въпроси като съществуване, знание, оправдание, истина, справедливост, правилно и грешно, красота, валидност, ум и език. Философията се отличава от другите начини за справяне с тези проблеми със своя критичен, като цяло систематичен подход и разчитането си на аргументирани аргументи, а не на експерименти (експерименталната философия е изключение).
Философията е била много изчерпателен термин, включително това, което впоследствие се е превърнало в отделни дисциплини, като физиката. (Както Имануел Кант отбеляза, „Древногръцката философия е била разделена на три науки: физика, етика и логика.“) Днес основните области на философията са логика, етика, метафизика и епистемология. Все пак продължава да се припокрива с други дисциплини. Областта на семантиката, например, свързва философията с лингвистиката.
От началото на ХХ век философията в англоезичните университети се отдалечава от хуманитарните и се доближава до формалните науки, като става много по-аналитична. Аналитичната философия се отличава с акцент върху използването на логика и формални методи на разсъждение, концептуален анализ и използването на символна и/или математическа логика, за разлика от континенталния стил на философия. Този метод на изследване до голяма степен е задължен на работата на философи като Готлоб Фреге, Бъртранд Ръсел, Джордж Едуард Мур и Лудвиг Витгенщайн.

## Произход на термина
Думата „хуманитарни науки“ произлиза от ренесансовия латински израз „studia humanitatis“, или „изучаване на хуманността“ (класическа латинска дума, която означава – в допълнение към „човечност“ – „култура, изтънченост, образование“ и по-специално „образование, подходящо за култивиран човек“). В своето използване в началото на 15–ти век, „studia humanitatis“ е курс на обучение, който се състои от граматика, поезия, реторика, история и морална философия, основно извлечени от изучаването на латински и гръцки класици. Думата humanitas поражда и ренесансовия италиански неологизъм umanisti, откъдето идва „хуманист“, „ренесансов хуманизъм“.

## История
На Запад историята на хуманитарните науки може да бъде проследена до древна Гърция, като основа на широко образование за гражданите. През римско време концепцията за седемте свободни изкуства претърпява развитие, включвайки граматика, реторика и логика (тривиумът), заедно с аритметика, геометрия, астрономия и музика (квадривиум). Тези предмети формират по-голямата част от средновековното образование, като акцентът е върху хуманитарните науки като умения или „начини за правене“.
Голяма промяна настъпва с ренесансовия хуманизъм от 15–те век, когато хуманитарните науки започват да се разглеждат като предмети за изучаване, а не като практика, със съответното изместване от традиционните области към области като литература и история. През 20–ти век тази гледна точка от своя страна е оспорена от постмодернисткото движение, което се стреми да предефинира хуманитарните науки в по-егалитарни термини, подходящи за демократично общество, тъй като гръцките и римските общества, в които произхождат хуманитарните науки, изобщо не са демократични.